# Crassula sandrae
Crassula sandrae (лат.) — вид растений рода Толстянка (Crassula) семейства Толстянковые (Crassulaceae), естественно произрастающий на территории Западно-Капской провинции Южно-Африканской Республики. По данным WFO Plant List, статус таксона неопределён (unplaced).

## Название
Вид назван в честь Сандры Тейлор, падчерицы автора таксона, которая обнаружила и сфотографировала растение, а также принимала участие в последующих полевых исследованиях.

## Ботаническое описание
Невысокий кустистый суккулентный полукустарник достигает высоты от 4 до 17 см, но в период цветения в культуре может достигать 28 см, хорошо разветвленный от основания. Стебель и ветви карнозные, голые, окрашенные в оливково-зеленый цвет, молодые части становятся коричневатыми или бледно-зелеными. Диаметр первичных ветвей составляет до 11,6 мм, а второстепенных — до 7,9 мм. Листья зеленые, шиловидные, варьируют от дугообразных до раскидистых, с острыми или заостренными концами, длиной до 25 мм и диаметром 3,4 мм. Расположены они в 8-14 парах вдоль ветвей, сросшиеся примерно на 1 мм; имеются мелкие гидатоды; старые листья отмирают, но остаются на стебле и ветвях. Междоузлия между листьями короткие, 3-6 мм длиной, в прикорневых узлах имеются рубцы листьев.
Соцветие — прямостоячий, более или менее приплюснутый тирс. Цветонос возникает в пазухах листьев на вершинах веточек, голый, зеленоватый с пурпурным оттенком, длиной 90-140 мм, с (0)1-2 парами прицветников в узлах без цветков. Прицветники похожи на листья, но значительно мельче, линейно-ланцетные, сверху плоские, снизу выпуклые, острые, голые, зеленые, края цельные, у основания сросшиеся. Тирс небольшой, малоцветковый, дихотомически разветвленный, с парными дихазиями, имеющими по 3-9 цветков, причем дихазии часто разделены одним цветком. Цветки на цветоножке, с белым венчиком длиной 3,3-4,0 мм; чашечка голая, простирается на 40 % или более длины венчика с лопастями от треугольных до линейно-треугольных, лопасти от тупо-острых до острых, края цельные, от бледно-зеленых до белых; лепестки от широкоэллиптических до продолговатых, сросшиеся у основания на 0,4 мм, голые, полупрозрачно-белые с сетчатым жилкованием; тычинки длиной 2 мм с коричневыми или черноватыми пыльниками; плодолистики тонкие, грушевидные, белые, с полупрозрачными прямостоячими или загнутыми столбиками и верхушечными рыльцами; нектарник более широкий, чем длинный, с загнутыми сторонами, выемчатый, от желтого до оранжевого цвета.

## Таксономия
Описание нового таксона Crassula sandrae было представлено Нильсоном Якобсеном (Jacobsen, Niels Henning Günther) в Bradleya 39: 236 (2021). С морфологической точки зрения его цветок находится между Crassula tetragona и Crassula biplanata, имея некоторые отличия от обеих. Однако он наиболее сходен с Crassula biplanata по своему облику и соцветию.